# گورستان موناکو
گورستان موناکو (به فرانسوی: Cimetière de Monaco) نام تنها آرامستان واقع در شاهزاده‌نشین موناکو است. اشرف پهلوی، آنتونی برجس، لئو فره و جوزفین بیکر از جمله افرادی هستند که در گورستان موناکو دفن شده‌اند.